# Rogeria neilyensis
Rogeria neilyensis é uma espécie de formiga do gênero Rogeria, pertencente à subfamília Myrmicinae.